# Gerrhosaurus flavigularis
Espèce
Synonymes
- Gerrhosaurus ocellatus Cocteau, 1834
- Pleuortuchus chrysobronchus Smith, 1836
- Pleuortuchus desjardinii Smith, 1836
- Gerrhosaurus bibroni Smith, 1844
- Gerrhosaurus flavigularis var. quadrilineata Boettger, 1883
- Gerrhosaurus flavigularis fitzsimonsi Loveridge, 1942

Gerrhosaurus flavigularis est une espèce de sauriens de la famille des Gerrhosauridae.

## Répartition
Cette espèce se rencontre au Soudan, au Soudan du Sud, en Éthiopie, en Somalie, au Kenya, en Tanzanie, en Zambie, au Malawi, au Mozambique, au Zimbabwe, au Botswana, au Swaziland et en Afrique du Sud.

## Description

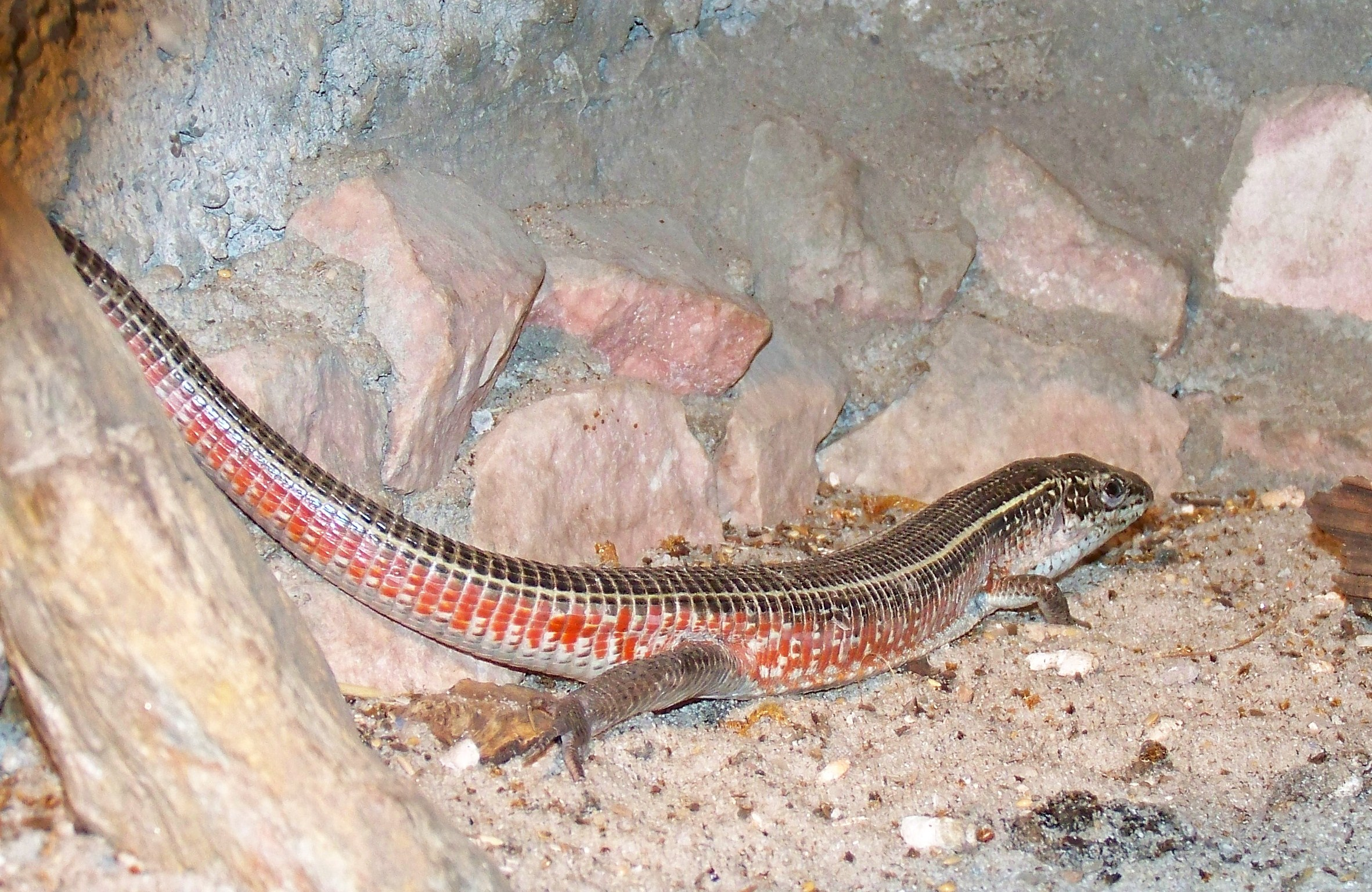
Gerrhosaurus flavigularis

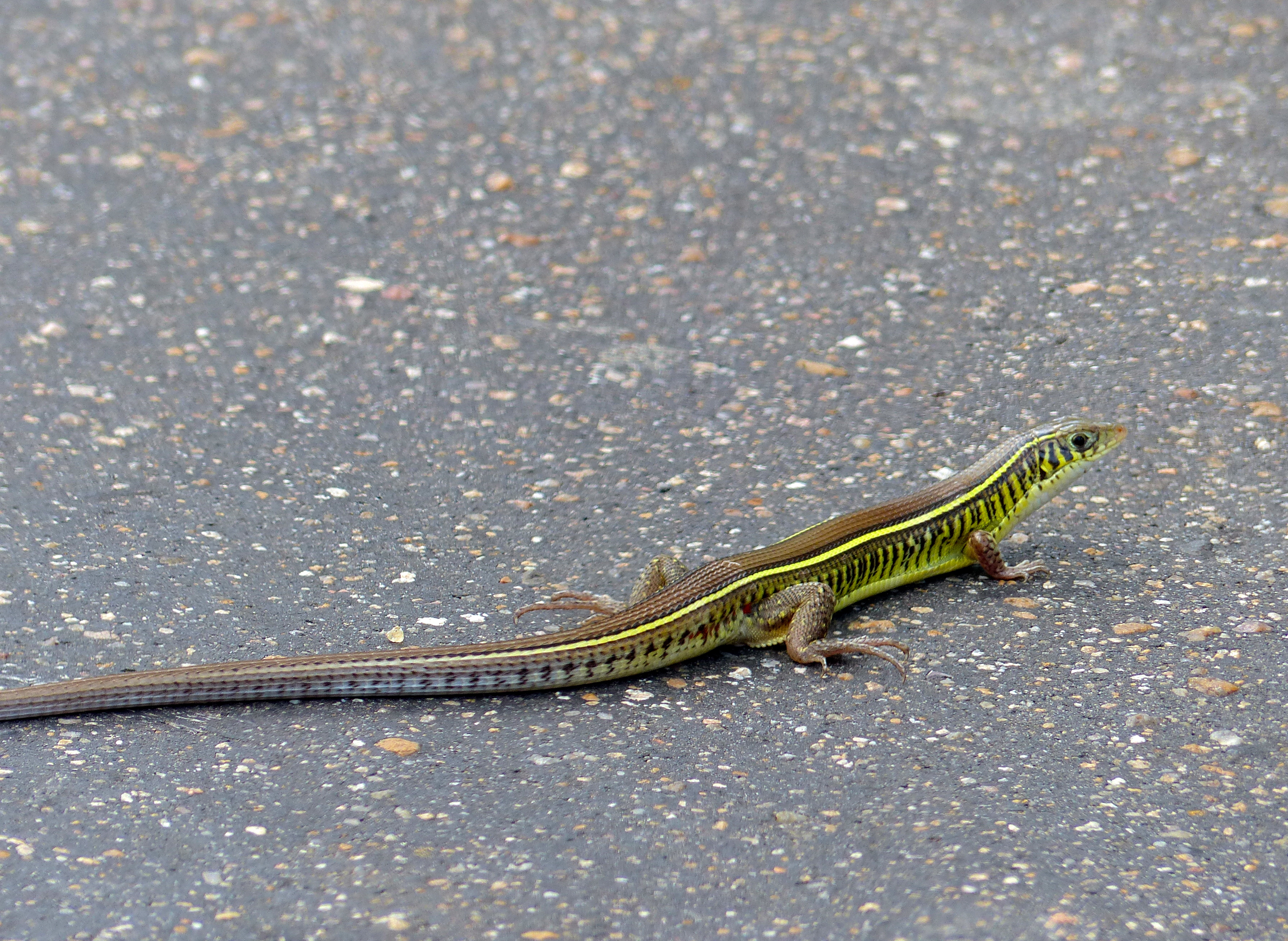
Gerrhosaurus flavigularis (Parc national Kruger, Afrique du Sud)

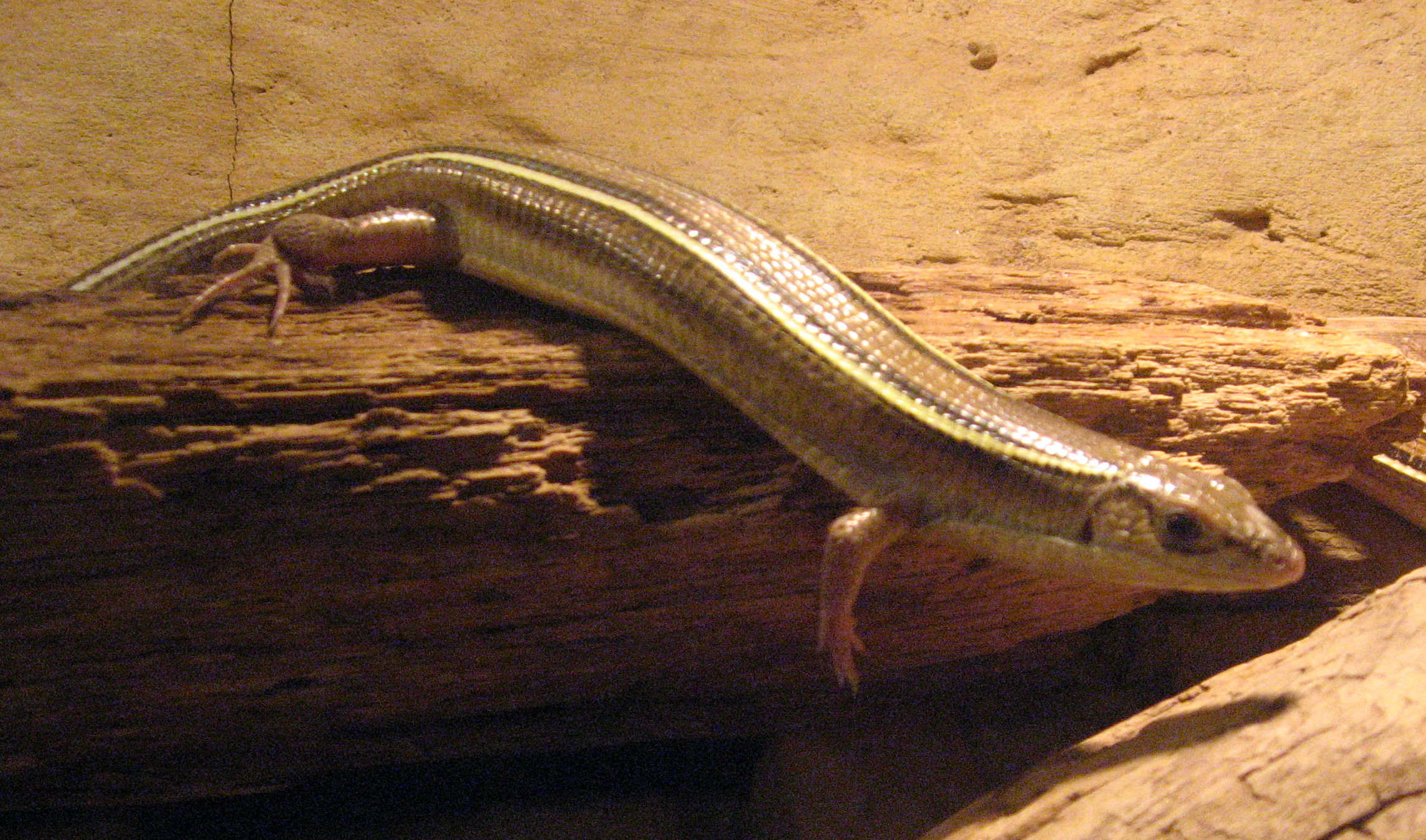
Gerrhosaurus flavigularis

Cette espèce est ovipare.

## Publication originale
- Wiegmann, 1828 : Beiträge zur Amphibienkunde. Isis von Oken, vol. 21, n. 4, p. 364-383 (texte intégral).